# The Deadline (film 1914 David Hartford)
The Deadline è un cortometraggio muto del 1914 diretto e interpretato da David Hartford.

## Produzione
Il film fu prodotto dalla Nestor Film Company.

## Distribuzione
Distribuito dall'Universal Film Manufacturing Company, il film - un cortometraggio in una bobina - uscì nelle sale cinematografiche USA il 7 gennaio 1914.